# Coppa araba 2009
La Coppa araba 2009 (كأس العرب 2009) sarebbe dovuta essere la nona edizione della Coppa araba, competizione calcistica per nazionali organizzata dalla UAFA. La competizione fu abbandonata durante le fasi di qualificazioni per mancanza di sponsor.

## Formula
- Qualificazioni

Nessuna squadra è qualificata direttamente alla fase finale (la nazione ospitante sarebbe stata tra le qualificate alla seconda fase). Rimangono 22 squadre per 8 posti disponibili per la fase finale: le qualificazioni si dividono in due fasi:
Prima fase - 8 squadre, divisi in due gruppi da quattro squadre, giocano partite di sola andata, le prime classificate accedono alla seconda fase.
Seconda fase - 16 squadre, divisi in quattro gruppi da quattro squadre, giocano partite di sola andata, le prime e le seconde classificate si qualificano alla fase finale. La seconda fase non si è mai disputata.
- Fase finale

Mai disputata.